# Schassulan Qydyrbajew
Schassulan Balghabajuly Qydyrbajew (kasachisch Жасұлан Балғабайұлы Қыдырбаев, russisch Жасулан Балгабаевич Кыдырбаев Schassulan Balgabajewitsch Kydyrbajew; * 28. August 1992 in Talghar) ist ein kasachischer Gewichtheber.

## Karriere
Qydyrbajew war 2011 Junioren-Asienmeister und gewann bei den Junioren-Weltmeisterschaften 2012 die Bronzemedaille. Bei den Junioren-Asienmeisterschaften 2012 wurde er allerdings bei der Dopingkontrolle positiv auf Stanozolol getestet und vom Weltverband IWF für zwei Jahre gesperrt. Nach seiner Sperre gewann er bei den Weltmeisterschaften 2014 in Almaty die Goldmedaille in der Klasse bis 94 kg.